# 8636 Malvina
8636 Malvina este un asteroid din centura principală de asteroizi.

## Descriere
8636 Malvina este un asteroid din centura principală de asteroizi. A fost descoperit pe 17 octombrie 1985 la Caussols de CERGA. El prezintă o orbită caracterizată de o semiaxă mare de 2,34 ua, o excentricitate de 0,10 și o înclinație de 3,2° în raport cu ecliptica.